# Kahlenberg (Kürten)
Kahlenberg war ein Wohnplatz in der Gemeinde Kürten im Rheinisch-Bergischen Kreis. Er ist in den 1950ern wüstgefallen.

## Lage und Beschreibung
Der Ort lag auf der so genannten Bergerhöhe an der Grenze zu Wipperfürth, zwischen Dicke und Häcksbilstein. Dort ist heute die nordöstlichste Spitze des Kürtener Golfplatzes. In der Nähe fließt der Kürtener Bach.
An der Stelle steht eine Linde als eingetragenes Naturdenkmal, ein Wegekreuz und eine kleine Tafel als Erinnerung an den Ort.

## Geschichte
Kahlenberg wurde erstmals im Jahr 1327 als de Kalenberg urkundlich erwähnt. Der Appellativ im Ortsnamen geht wie unschwer erkennbar auf einen Berg zurück, das Bestimmungswort wurde aus der nhd. Form von kahl (im Sinne von bewuchsfrei) gebildet.
Die Topographia Ducatus Montani des Erich Philipp Ploennies aus dem Jahre 1715, Blatt Amt Steinbach, belegt, dass der Ort bereits 1715 als Ort mit einem Hof bestand und als Kalenbach bezeichnet wurde. Carl Friedrich von Wiebeking benennt die Hofschaft auf seiner Charte des Herzogthums Berg 1789 als Kaltenbach. Aus ihr geht hervor, dass Kahlenberg zu dieser Zeit Teil der Honschaft Berg im Kirchspiel Kürten im Landgericht Kürten war.
Unter der französischen Verwaltung zwischen 1806 und 1813 wurde das Amt Steinbach aufgelöst und Kahlenberg wurde politisch der Mairie Kürten im Kanton Wipperfürth  im Arrondissement Elberfeld zugeordnet.  1816 wandelten die Preußen die Mairie zur Bürgermeisterei Kürten im Kreis Wipperfürth. Kahlenberg gehörte zu dieser Zeit zur Gemeinde Kürten.
Der Ort ist auf der Topographischen Aufnahme der Rheinlande von 1824 als Kahlenbach und auf der Preußischen Uraufnahme von 1840 als Calenberg verzeichnet. Ab der Preußischen Neuaufnahme von 1892 ist er auf Messtischblättern regelmäßig als Kahlenberg verzeichnet. Ab der Topographischen Karte 25 1936-1945 ist der Ort nicht mehr aufgeführt.
1822 lebten zwölf Menschen im als Haus kategorisierten und Kahlenberg bezeichneten Ort. 1830 hatte der Ort zwölf Einwohner. Der 1845 laut der Uebersicht des Regierungs-Bezirks Cöln als Hof kategorisierte Ort besaß zu dieser Zeit zwei Wohnhäuser. Zu dieser Zeit lebten 13 Einwohner im Kahlenberg genannten Ort, davon alle katholischen Bekenntnisses. Die Gemeinde- und Gutbezirksstatistik der Rheinprovinz führt Kahlenberg 1871 mit drei Wohnhäusern und 14 Einwohnern auf. Im Gemeindelexikon für die Provinz Rheinland von 1888 werden drei Wohnhäuser mit 15 Einwohnern angegeben. 1895 hatte der Ort drei Wohnhäuser und 13 Einwohner. 1905 besaß der Ort drei Wohnhäuser und 15 Einwohner und gehörte konfessionell zum katholischen Kirchspiel Kürten.
1927 wurden die Bürgermeisterei Kürten in das Amt Kürten überführt. In der Weimarer Republik wurden 1929 die Ämter Kürten mit den Gemeinden Kürten und Bechen und Olpe mit den Gemeinden Olpe und Wipperfeld zum Amt Kürten zusammengelegt. Der Kreis Wipperfürth ging am 1. Oktober 1932 in den Rheinisch-Bergischen Kreis mit Sitz in Bergisch Gladbach auf.
Die Gebäude sind seit den 1950er Jahren komplett zerfallen. 1987 wurde das Gelände komplett eingeebnet.